# Nassio
Ignacio Bayarri Lluch, conocido como Nassio (Valencia, 21 de marzo de 1932 - Ibidem, 13 de enero de 2023), fue un escultor y poeta español.

## Biografía

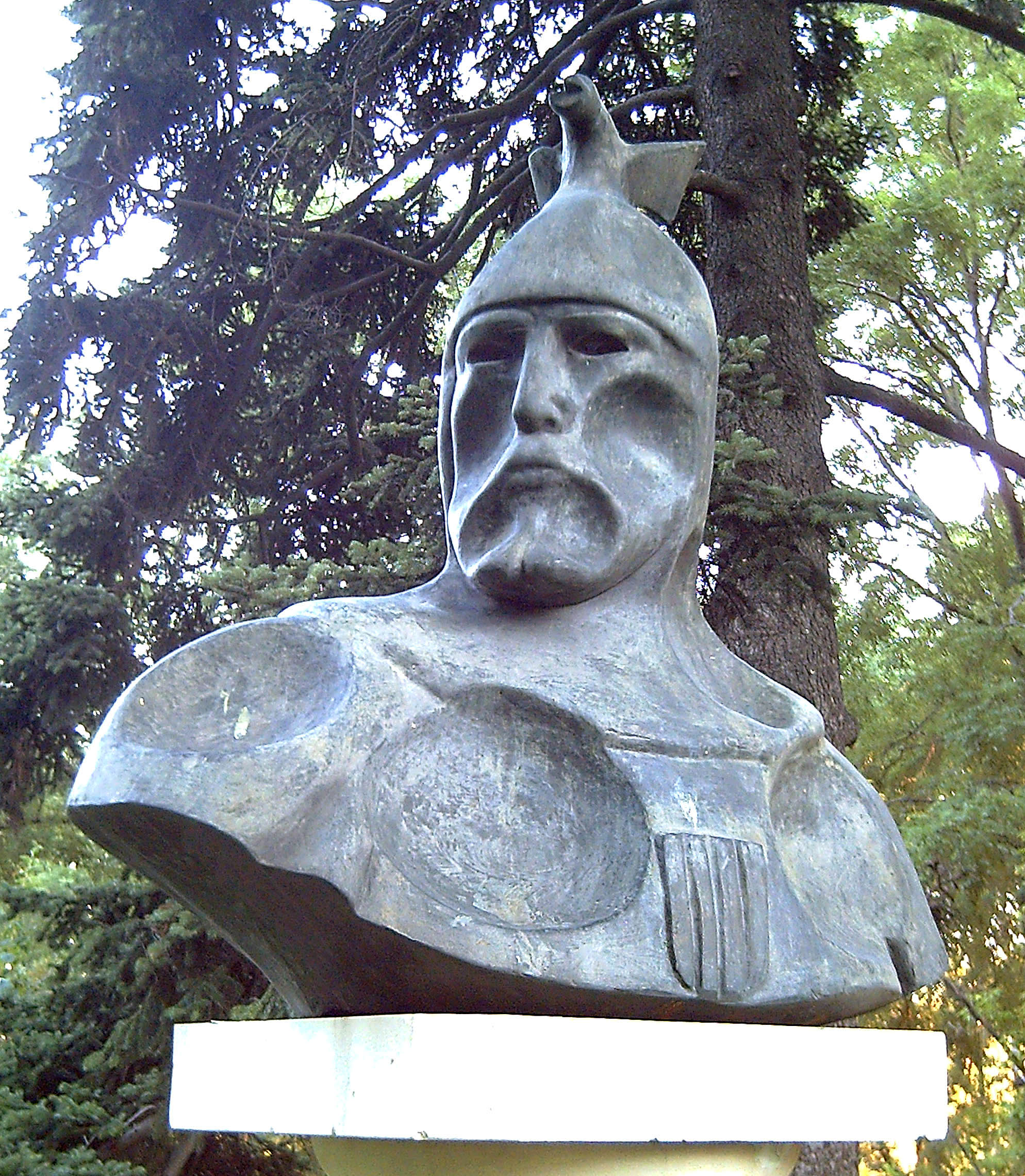
Busto de Jaime I de Aragón en Madrid (1976).

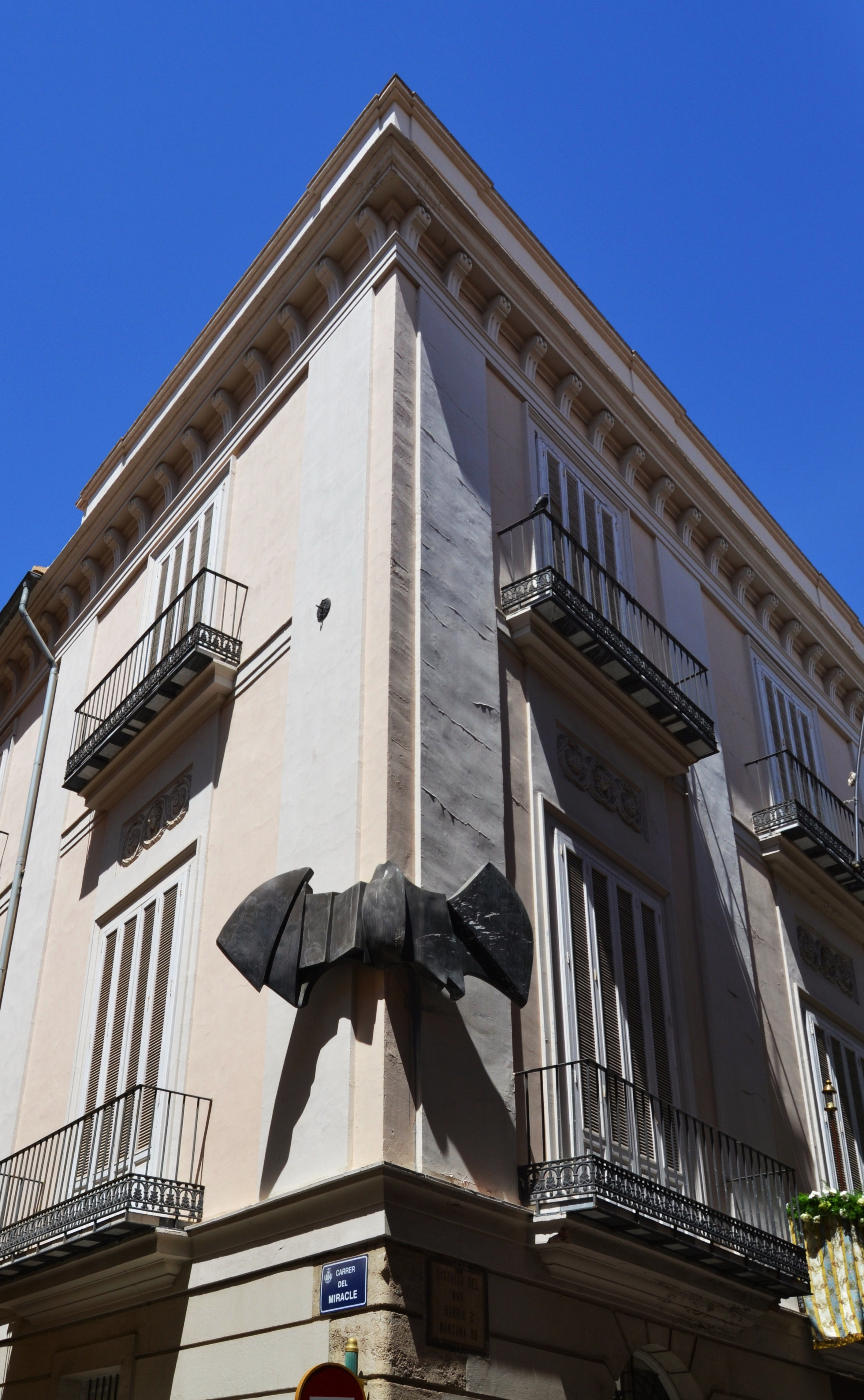
Murciélago en la sede de Lo Rat Penat.

Nassio recibe sus primeras lecciones de su padre, Josep Maria Bayarri, también escultor, poeta y Académico de San Carlos. Cursa el bachillerato en la academia de Cabanilles, pero su formación como artista comienza en la Escuela de Artes y Oficios de Valencia donde se ejercitará principalmente en el dibujo. En 1947 ingresa en la Real Academia de Bellas Artes de San Carlos en Valencia, donde cursa los estudios en la especialidad de escultura. Concluye esta etapa formativa en 1952 obteniendo el Premio Extraordinario de Fin de Carrera.
En 1989 es nombrado académico numerario de la Real Academia de Bellas Artes de San Carlos de Valencia, de la que más tarde fue vicepresidente (2001-2002). En 1996 se le concede la Medalla de Oro del círculo de Bellas Artes y, en octubre del 2010, recibe la Distinción al Mérito Cultural concedido por la Generalidad Valenciana. Además, ha sido galardonado en tres ocasiones con la Medalla Nacional de Escultura y con la Medalla de Oro en Indian Hill.
El 13 de enero de 2023 falleció tras sufrir un accidente doméstico en su casa de Paterna.

## Obra pública
Obra escultórica en la ciudad de Valencia
- Monumento a José Segrelles (Plaza del Pintor Segrelles)
- Monumento a Vicente Blasco Ibáñez (Plaza dels Porxets)
- A la afición valencianista (calle Micer Mascó / Avenida Suecia)
- Monumento a Gregorio Mayans (Plaza de Maguncia, Hemeroteca Municipal)
- Monumento a Melchor Hoyos Pérez (Plaza de Melchor Hoyos Pérez)
- Monumento a Ausias March (Avenida de Ausias March)
- Cósmico Geométrico, en la Universidad Politécnica de Valencia.

|                                    |
| Monumento a Vicente Blasco Ibáñez. |

|                             |
| A la afición valencianista. |

|                                                                                          |
| Estatua de Gregorio Mayans, plaza de Maguncia, biblioteca municipal central de Valencia. |

|                                                                       |
| Cósmico Geométrico (1989), en la Universidad Politécnica de Valencia. |